# Guerres clon
Les Guerres Clon són el període més convuls de l'univers de ficció de La guerra de les galàxies, creat per George Lucas. És l'eix sobre el qual giren tant la trilogia clàssica, reflex de les conseqüències d'aquest conflicte, com les preqüeles, que en són l'explicació. Tot i això, i malgrat el gran interès que desperta en els seguidors de Star Wars, una gran part d'aquesta guerra cruenta no apareix en les pel·lícules. Es tracta del període comprès entre la batalla de Geonosis i el començament de l'Episodi III, un espai temporal que dura aproximadament 3 anys.
Es coneix també com a Clone Wars  el conflicte armat que va haver-hi entre la República Galàctica i la Confederació de Sistemes Independents (també coneguts com a Separatistes). Va ser el major conflicte galàctic en la galàxia i va enfrontar dos dels més grans exèrcits formats en la seua història, dividint cada un dels planetes habitats. El nom de la guerra prové de l'exèrcit de clons usats per la República.
Aquesta guerra va ser començada, dirigida, mantinguda i acabada pel senyor fosc dels Sith Darth Sidious, que com a tal va incitar els separatistes a la guerra, mentre que amb la seua identitat de canceller Suprem Palpatine, va declarar la guerra als separatistes aconseguint d'eixa manera, dirigir els dos bàndols alhora. Amb aquest conflicte, Sidious/Palpatine va complir amb els seus principals objectius, la transformació de la República en l'Imperi Galàctic amb ell com el seu Emperador, així com aconseguir la missió que els seus predecessors Sith havien planejat des de fa molt de temps però mai havien aconseguit, l'erradicació quasi total de l'Orde Jedi.
El concepte de les Clone Wars va ser creat i desenvolupat pel director i creador de Star Wars, George Lucas, basant-se en esdeveniments històrics, polítics i militars ocorreguts en el món real. Aquest conflicte és esmentat per primera vegada en Una nova esperança pels personatges de Luke Skywalker i la princesa Leia, encara que no es torna a esmentar ni a explicar mai amb detall en la trilogia original. Les dades prèvies a l'estrena de les preqüeles eren vagues i imprecises. Però l'estrena dels episodi II i III, les sèries animades, i la publicació de novel·les, guies i còmics posats a la venda posteriorment, van aconseguir desenvolupar aquest concepte de manera més completa.

## Història Fictícia

### En l'Amenaça Fantasma
Els orígens de les Clone Wars es remunten a deu anys abans, durant el bloqueig de Naboo per part de la Federació de Comerç com a resposta a les taxes de rutes comercials de l'Anell Exterior. Les conseqüències van ser l'elecció del senador Palpatine de Naboo com a Canceller Suprem de la República, que va prometre la finalització de la corrupció que inundava el Senat Galàctic. No obstant això, no es van veure resultats en els primers anys de mandat i la desmilitarització de la Federació va ser vista per molts com un mínim escarment, ja que Nute Gunray, el Virrei de la Federació de Comerç, va manipular la situació per a evitar qualsevol mena d'atac contra ell per la seua actuació en el conflicte de Naboo (malgrat l'oposició cap a ell per part de Padmé Amidala).
Amb l'ajuda dels cavallers Jedi Qui-Gon Jinn i Obi-Wan Kenobi, tots escapen en la nau de la Reina, en direcció al planeta Coruscant, capital de la República, però en eixir del planeta són atacats per flotes de la Federació, i la nau resulta danyada. Per eixa raó han d'aterrar en el planeta Tatooine per a reparar-la. Des d'allí es dirigeixen cap a un negoci de recanvis portat per Watto, que posseeix com a esclau a un xiquet anomenat Anakin Skywalker que els ajuda a aconseguir els seus recanvis després de guanyar una carrera de baines i guanyant amb això la seua llibertat, és així que es decideix a viatjar a Coruscant amb ells.
Una vegada a Coruscant, Qui-Gon i Obi-Wan es dirigeixen cap al Consell Jedi per a proposar l'entrenament d'Anakin, però és rebutjat a causa que el consell s'oposa perquè no veuen Anakin com l'Elegit. Per la seua banda, el senador Palpatine convenç a Padmé de votar en contra del Canceller Suprem Valorum per no prendre mesures respecte a la presa de Naboo. Ella vota a favor, aconseguint amb açò aplanar el camí de Palpatine cap al càrrec, però decideix després en contra de l'opinió d'aquest de tornar cap a Naboo amb els Jedis.
En Naboo, Padmé apareix davant el líder dels gungan i aconsegueix pactar una aliança amb ells en contra de la Federació de Comerç. Els gungan, sota l'autoritat de Jar Jar Binks, lluiten contra els droides de la Federació per terra. Al mateix temps, Padmé i el seu grup capturen al Virrei Gunray. D'altra banda, Obi-Wan i Qui-Gon es troben novament amb Darth Maul, i comencen a lluitar amb ell. En la lluita, Qui-Gon mor a mans de Darth Maul, que és vençut després per Obi-Wan. En les seues últimes paraules, Qui-Gon li demana a Obi-Wan que entrene a Anakin. Finalment, la nau de la Federació que controlava els droides a Naboo és destruïda per Anakin amb ajuda d'una nau espacial. El Senador Palpatine és triat com el nou Canceller Suprem de la República, complint amb la primera fase del seu pla, i la Reina Amidala estableix la pau amb els gungan.

### En l'Atac dels clons
Després del segon atac contra la vida d'Amidala, el Consell Jedi va triar al mestre Obi-Wan Kenobi per a investigar aquells que estaven darrere dels atemptats contra la senadora, mentre que el seu aprenent Anakin Skywalker l'escortava fins a Naboo. La investigació de Kenobi el porta fins al planeta Kamino, on descobreix un exèrcit de clons que constava de dues-centes mil unitats amb un altre milió en producció. Allí es va trobar també amb Jango Fett, que va intentar escapar a Geonosis, però va ser seguit per Kenobi. Este tracta d'enviar un missatge al Consell Jedi, però és capturat. A Tatooine, Mace Windu ordena a Anakin de protegir a Padmé sense eixir del planeta, però Padmé, no obstant, decideix viatjar a Geonosis a rescatar a Obi-Wan. Malgrat to, també són capturats, i els tres són condemnats a una execució pública.
Amb el coneixement de l'existència d'un Exèrcit Separatista, el Senat, sota la proposta de l'ajudant de Padme, Jar Jar Binks, decideix donar-li al Canceller Palpatine poders especials d'emergència i així poder formar el Gran Exèrcit de la República amb els clons que havia creat en secret.
La Batalla de Geonosis és la primera intervenció activa dels soldat Clons marcant amb açò l'inici de les Guerres Clon. El combat va tenir lloc després que les forces separatistes capturaren al mestre Jedi Obi-Wan Kenobi a Geonosis acusant-lo d'espiar per la República. Anakin Skywalker i la senadora Padmé Amidala van ser igualment capturats quan van intentar rescatar-lo, sent els tres condemnats a mort. Un equip d'atac Jedi liderat pel mestre Mace Windu, va prendre el coliseu. La missió de rescat va causar innombrables baixes Jedi així com la mort de la plantilla de l'exèrcit de clons, Jango Fett. Encara que els Jedi van aconseguir defensar-se durant algun temps, eren assetjats per una força molt superior en nombre de droides de combat. Quan ja estaven preparats per al final, l'exèrcit de clons, sota el comandament del mestre Yoda va irrompre des del cel fent descendir canoners de la República.
El Comte Dooku, veient que la batalla estava perduda, va prendre els plànols de l'Arma Definitiva separatista (els plànols de l'Estel de la Mort) i va volar a un hangar secret. Allí va ser interceptat per Obi-Wan i Anakin, dels qui va poder desfer-se tallant el braç dret a Anakin i deixant ferit a Obi-Wan. Això no obstant, va ser forçat a retirar-se en enfrontar-se a un rival superior com era el mestre Yoda, podent així finalment escapar. Una vegada a Coruscant, Dooku es troba amb Darth Sidious informant-lo de l'inici de la guerra.

### En les sèries animades
A més de la trilogia de preqüeles, van eixir dues sèries animades les quals relaten les aventures que tenen els protagonistes enmig de les Clone Wars, enfocant-se especialment en els personatges d'Anakin Skywalker i el seu mestre Obi-Wan Kenobi.

#### Sèrie de 2003

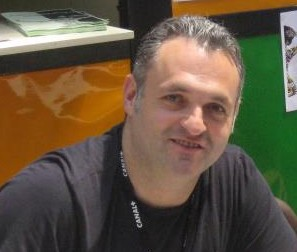
Genndy Tartakovsky, creador de la sèrie animada de Clone Wars en 2D.

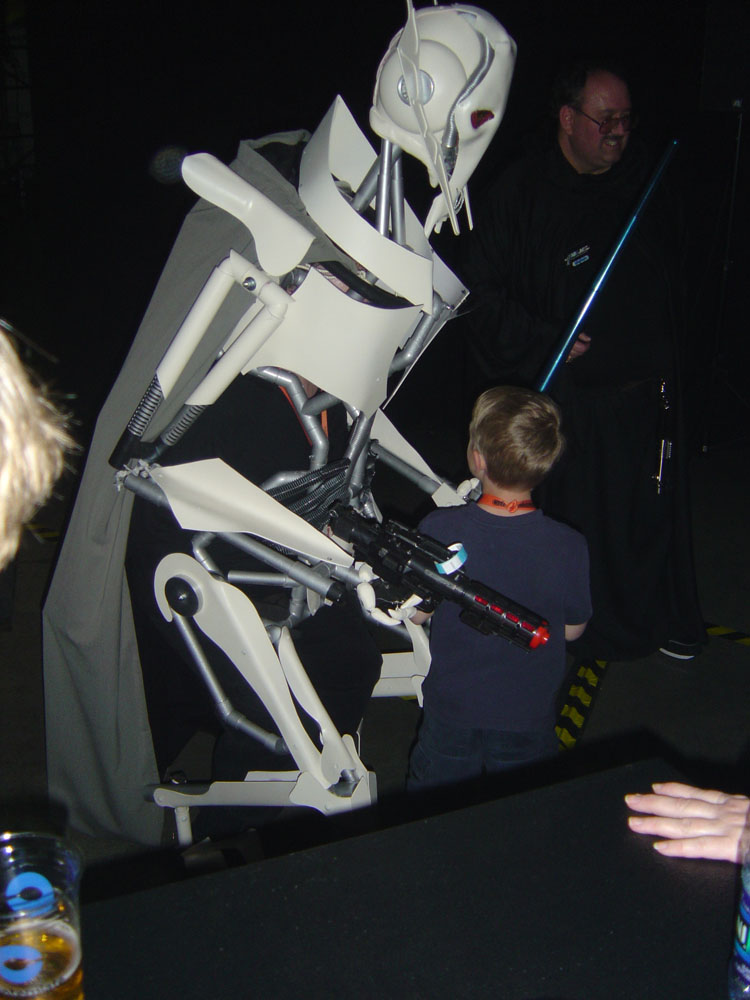
Disfressa del general Grievous fet per un fan. Aquest personatge va fer la seua primera aparició en la sèrie de Tartakovsky.

La primera sèrie animada, produïda en 2003, va ser dirigida per Genndy Tartakovsky, utilitzant animació tradicional i el seu característic estil de dibuix, va ser estrenada en Cartoon Network, en una sèrie de curtmetratges de 3 a 5 minuts cadascun arribant als vint capítols i una última tongada de cinc episodis amb una durada més llarga de 15 minuts arribant a 25 capítols en total.
Els primers vint episodis emfatitzen una història central a través d'una seqüència de variades batalles tant externes com internes a ella. Aquesta història se centra en una caça-recompenses dita Asajj Ventress enviada pel Comte Dooku per a assassinar Anakin Skywalker. Aquesta aconsegueix trobar a Skywalker i després d'una persecució s'enfronten en un duel a Yavin IV on Anakin ix victoriós a costa dels sentiments de fúria i por, iniciant el seu descens al costat fosc de la Força.
A més de la història central ocorren diverses lluites en el transcurs de les dues primeres temporades, entre elles: La de Mace Windu a Dantooine, Obi-Wan Kenobi contra un caça-recompenses anomenat Durge, Kit Fisto contra una tropa de Quarren a Mon Calamari, el rescat en Illum de Luminaria Unduli i el seu aprenent Barriss Offee pel mestre Yoda, i la batalla a Hypori que marca la primera aparició del General Grievous.
Els últims 5 episodis es focalitzen en les aventures d'Obi-Wan Kenobi i Anakin Skywalker en variats territoris, tal com s'esmenta en l'episodi tres. Anakin és ascendit a Cavaller Jedi, i com a tal, continua combatent per la república al costat del seu mestre obtenint moltes victòries. En aquests capítols, Anakin és sotmès a una prova espiritual on se li revela el seu futur com Darth Vader. D'altra banda, Coruscant és atacat per la Confederació de Sistemes Independents com a distracció perquè el General Grievous s'infiltre i procedisca a segrestar al Canceller Palpatine. Mace Windu contacta amb Skywalker i Kenobi per encomanar-los el rescat del canceller, acabant la sèrie i donant principi als esdeveniments de l'episodi III.

#### Pel·lícula de 2008

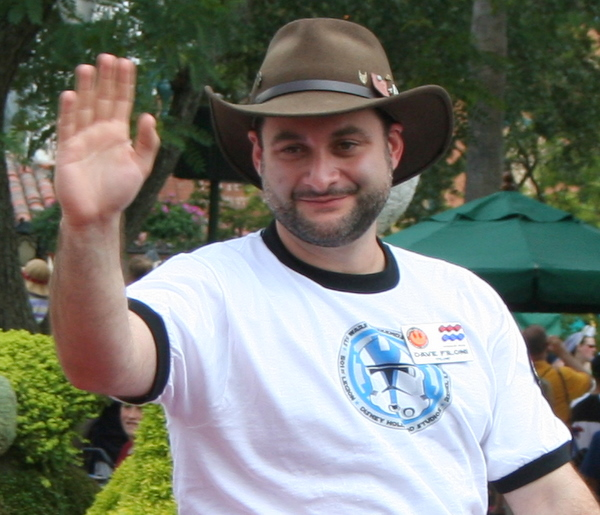
Dave Filoni, director de la pel·lícula i també director de la sèrie 3D, estrenada en 2008.

En 2008, s'estrena pel·lícula d'animació CGI de Star Wars, dirigida per Dave Filoni. Igual que la sèrie de Tartakovsky, aquesta s'enfoca en les aventures d'Anakin i Obi-Wan durant les Clone Wars. El fill de Jabba el Hutt, Rotta el Hutt, ha sigut raptat, per a resoldre el misteri, el mestre Yoda envia a la missió a Anakin Skywalker. El Comte Dooku intentarà impedir-ho, per això recorre tant a la General Asajj Ventress com a les seues pròpies tropes. Entretant, Dooku guanya temps enganyant a Jabba, fent-li creure que van ser els Jedis els qui han segrestat i assassinat al seu fill. En aquesta pel·lícula, s'introdueix un nou personatge protagonista, Ashoka Tano que és designada com a deixeble de Skywalker, per a disgust d'este.

#### Sèrie de 2008

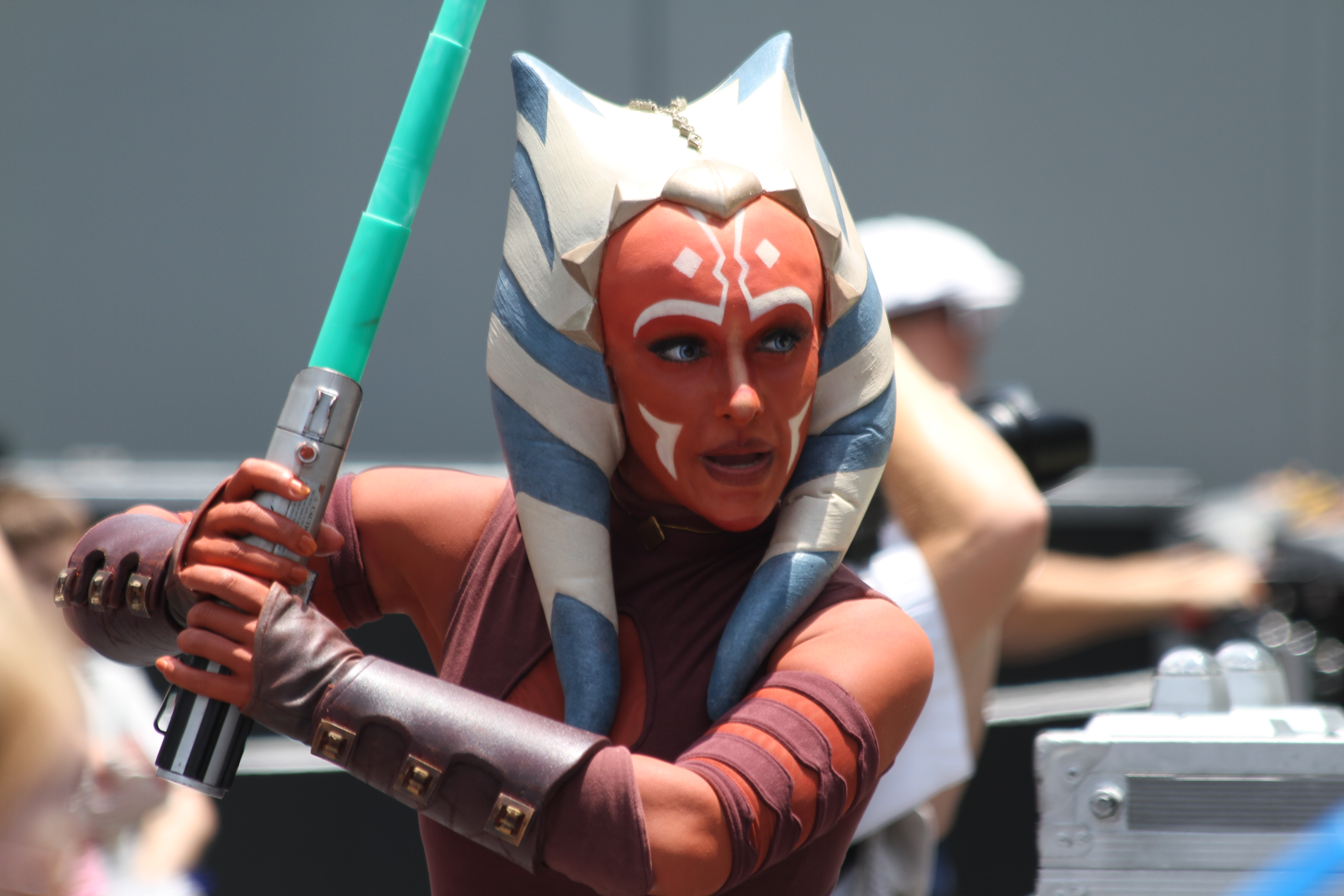
Cosplayer interpretant al personatge d'Ahsoka Tano. Aquest personatge va ser introduït en la pel·lícula The Clone Wars i té un paper important en la sèrie 3D com a aprenenta d'Anakin Skywalker.

En 2008 s'estrena una altra sèrie de televisió per a Cartoon Network, utilitzant la mateixa tecnologia CGI que la pel·lícula, creada per George Lucas i dirigida també per Filoni. Aquesta sèrie va tenir una durada de 6 temporades i 121 episodis produïts.
En la temporada 1, es mostra una àmplia varietat de batalles i aventures amb Grievous i Dooku com els antagonistes principals. Tant la República com els separatistes intenten convèncer a diversos planetes i races perquè s'unisquen a ells. En la temporada 2, els Sith recorren als caçadors de recompenses i mercenaris per a robar objectes o assassinar objectius per ells. Mentrestant, els Jedi condueixen les forces de la República en un assalt a la planta de fabricació de droides de batalla principal. En les temporades 3 i 4 s'enfoquen principalment en temes fora del camp de batalla. La tercera temporada, relata moltes històries de diferents races i planetes que es veuen afectats per la guerra, es mostren a escala galàctica, així com el Senat de la República pot marcar la diferència de manera igual que el Consell Jedi. En la temporada 4, s'introdueixen a les germanes de la nit així com el retorn de Darth Maul, aquesta vegada acompanyat del seu germà Savage Oppress, que busca venjança contra Kenobi per tallar-lo en dos. En la segona part d'ambdues temporades, Anakin s'acosta una mica més a prop del costat fosc. En la temporada 5 s'enfoca més en el personatge d'Ahsoka així com en la rebel·lió en el planeta Mandalore i la caiguda de Barris Offee al costat fosc. Mentrestant, els separatistes guanyen més terreny, i Darth Sidous intervé per detenir al seu antic deixeble Maul a qui captura i al mateix temps assassina al seu germà. La temporada 6 explora temes que són molt crucials com la creació dels clons i els detalls darrere de l'Ordre 66. El Canceller Palpatine guanya encara més poder, i Yoda se submergeix més profundament en la naturalesa de la força.

### En la venjança dels Sith
Les Clone Wars continuen, i després d'un atac massiu a la capital, Coruscant, el general Grievous aconsegueix capturar al Canceller Palpatine. Els Jedi Obi-Wan Kenobi i Anakin Skywalker encapçalen una missió per a rescatar al Canceller i detenir a Grievous. Després d'abordar la nau "La Mà Invisible" i localitzar el Canceller Palpatine, els Jedi tenen una trobada amb el Comte Dooku, en la qual Anakin venç i decapita al Comte. Després de molts problemes i un combat amb Grievous, els Jedis aconsegueixen rescatar al Canceller. Més tard Palpatine nomena a Anakin com el seu representant directe davant l'Alt Consell Jedi, aquesta decisió causa malestars i desacords entre l'orde i Anakin.
Més endavant Obi-Wan viatja a Utapau per capturar al General Grievous. L'Orde Jedi confia que, amb la detenció de l'últim Líder Separatista, la guerra acabarà amb la victòria de la República Galàctica. Mentrestant, a Coruscant, Anakin aconsegueix adonar-se que Palpatine sap massa detalls sobre el Costat Fosc de la Força, per la qual cosa comença a desconfiar d'ell. Llavors el Canceller es revela, per sorpresa, com Darth Sidious, el Senyor Fosc dels Sith. Desconcertat, Anakin acudeix a l'Alt Consell per a notificar la vertadera identitat del Canceller, i és el Mestre Jedi Mace Windu qui decideix acudir a l'oficina de Palpatine, al costat d'altres tres Mestres. No obstant, el Canceller comença un duel de sabres de llum contra ells, aconseguint assassinar als acompanyants de Windu. A la seua arribada a l'oficina d'aquest, Anakin troba a Palpatine ferit i desarmat per Windu, que pretén assassinar-lo. Anakin desarma a Windu tallant-li la mà amb la qual sostenia el seu sabre de llum i aquest és assassinat pels atacs de rajos produïts pel Sith Fosc. Després d'assassinar Windu, Sidious finalment convenç a Anakin d'unir-se'n com el seu nou deixeble, donant-li el nom de Darth Vader.
Anakin, convertit ja en Sith, acudeix al Temple Jedi per assassinar tots els jedis en ell, sense importar la seua edat o rang. Al seu torn, Sidious dona ordres precises als clons actius en la galàxia, d'eliminar els seus respectius Generals Jedi, mitjançant la promulgació d'una directiva programada sota l'Ordre Secreta número 66. Amb aquesta resolució, la majoria dels Mestres Jedi són assassinats per les seues pròpies tropes de combat. Únicament els Jedi Yoda i Obi-Wan aconsegueixen sobreviure, el que passaria a ser definit com la Purga Jedi, i es posen fora de perill amb l'ajuda del senador Bail Organa. Mentrestant Darth Vader, després d'assassinar tots els Jedis del temple, és enviat al planeta Mustafar pel seu nou mestre per a assassinar els Líders Separatistes de la Confederació de Sistemes Independents, cosa que aconsegueix amb facilitat, desactivant l'exèrcit de droides separatistes i acabant d'eixa manera amb les Clone Wars.

## Univers Expandit
En l'univers expandit de Star Wars -totes les històries narrades fora de les pel·lícules i les sèries- s'expliquen tant l'origen com el rerefons de les Clone Wars de manera més profunda i detallada, així com els efectes que aquesta guerra té dins de la Galàxia i els seus habitants.

### Abans de l'Episodi I

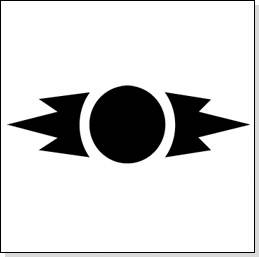
Símbol de l'antiga Orde dels Sith, la qual va ser destruïda aproximadament mil anys abans de l'inici de les Clone Wars. El seu últim membre viu, Darth Bane, es va amagar dels Jedi i va establir la Regla dels Dos per a poder mantenir viva l'ordre i poder cobrar-se venjança algun dia contra la República i els Jedi. Aquesta venjança finalment es compleix gràcies al Senyor fosc del Sith Darth Sidious.

A deu segles abans dels fets de l'Amenaça fantasma, La República Galàctica amb l'ajuda de l'orde Jedi va aconseguir derrotar l'orde dels senyors foscos Sith, un grup d'usuaris del costat fosc de la Força amb ideologies oposades als Jedi i fortes ambicions de dominar la galàxia. El seu últim supervivent Darth Bane decideix establir una nova forma d'aprenentatge que arribaria a ser coneguda com la Regla dels Dos, açò és, l'existència de només dos senyors dels sith, un mestre i un deixeble, i que aquest últim una vegada superat al seu mestre l'assassine prenent el seu lloc i cercant un nou aprenent, continuant amb el cicle. Bane fa el mateix prenent com a aprenent a una petita òrfena de la guerra a qui nomena Darth Zannah, la qual mata al seu mestre una vegada completat el seu entrenament, i pren una nova aprenenta. Aquest procés manté ocult als Sith els qui per diferents maneres i sempre en secret, comencen una campanya de sabotatge en contra de la República i els Jedis fins als temps de Darth Plagueis.
Darth Plagueis es converteix en el nou senyor fosc dels Sith i, igual que els seus antecessors, i adopta un nou aprenent a qui coneix en el planeta Naboo, un jove de família noble anomenat Palpatine a qui nomena Darth Sidious. Entre els dos -Plagueis disfressat com un comerciant anomenat Hego Damask- continuen amb el seu pla per a desestabilitzar la República i comencen a relacionar-se amb les diferents associacions galàctiques que en el futur formarien La Confederació de Sistemes Independents. Això no obstant, Plagueis va començar una sèrie d'experiments amb els quals es proposava manipular els Midiclorians desafiant la naturalesa de la força. En conseqüència, aquest va concebre per mitjà d'una dona esclava, un jove destinat a complir la profecia del triat a donar-li equilibri per força i derrotar els Sith, Anakin Skywalker, cosa que va aterrir a Plagueis.
Mentrestant, Sidious adopta un Zabrak com a nou aprenent al qual diu Darth Maul, que comença a complir missions secretes per al seu mestre qui, a la vegada, ha pres la decisió de desfer-se de Plagueis, cosa que aconsegueix durant el bloqueig de Naboo quan aquest tracta de conèixer al jove Anakin Skywalker per evitar que caiguera en mans dels Jedis. Una vegada mort el seu mestre, Sidous decideix continuar amb el pla de conquistar la galàxia ell sol. Per això, aconsegueix aconseguir el lloc de canceller suprem de la república traient profit de la situació del seu planeta, i a pesar de perdre el seu aprenent a les mans d'Obi-Wan Kenobi, Palpatine es mostra satisfet amb el final del bloqueig i alhora posa els seus ulls en el jove Skywalker a qui comença a considerar com a futur aprenent.

### Entre els episodis I i II
Després dels esdeveniments de L'Amenaça Fantasma, Palpatine (en el seu paper de Darth Sidious) contacta amb l'experimentat Mestre Jedi, el Comte Dooku. Havent perdut a Darth Maul, Palpatine té la necessitat de trobar un nou aprenent. I Dooku, que havia perdut la seua fe en la República després de la batalla de Galidraan, va ser considerat com la persona perfecta per a eixe lloc. Havent matat el seu antic amic, el Mestre Sifo-Dyas per a convertir-se en Darth Tyranus, Palpatine va ordenar a Dooku eliminar totes les referències de Kamino dels Arxius Jedi, evitant així que els Jedi descobriren l'exèrcit de clons que s'estava fabricant secretament, utilitzant al caça-recompenses Jango Fett com a model original.
Mentre que el futur Gran Exèrcit de la República es preparava a Kamino, altres forces de guerrers clons eren ja activades en la resta de la Galàxia. Els clonadors i els seus productes no eren cap secret per a Jedis com Obi-Wan Kenobi i comerciants com l'antic traficant d'armes Dexter Jettster, i quan el Vol d'Expansió va ser destruït l'any 27 ABY, els exèrcits militars de la República Galàctica van fer proves de combat amb guerrers clons, que eren molt inestables i propensos a desenvolupar bogeria pel seu creixement accelerat. Els veterans d'aquestes campanyes, com el futur Gran Almirall Gilad Pellaeon, considerarien aquestes campanyes com el començament de les Clone Wars, però per la majoria de la gent, eren solament un símptoma de la situació de malestar que la República sofria en eixe moment.
L'any 24 ABY, Palpatine va complir el seu vuitè any en la Cancelleria i el seu mandat arribava al seu final. Aproximadament al mateix temps, Dooku sorgeix en Raxus Prevalga, declarant la seua intenció de crear una Confederació de Sistemes Independents, un grup d'organitzacions privades i governs amb dret a vot l'objectiu de les quals era separar-se de la República. Tement el que passaria si aquesta facció aconseguia el seu propòsit, el Senat va permetre a Palpatine quedar-se en l'oficina de canceller més temps del permès per la Constitució Galàctica.
Durant els dos anys següents, molts sistemes van abandonar la República per a unir-se a la Confederació; Kamino, Geonosis, Tynna, Sy Myrth i Yag'Dhul van ser alguns d'ells. A ells se'ls van unir els sectors Elrood, Danjar, Tantra i Sluis, deixant gran part de la Ruta Comercial Rimma sota el control de la Confederació. Aquests sectors van ser seguits pel Sector Abrion que va facilitar a la Confederació uns 200 mons agrícoles i el Sector Lahara que va portar Agamar, Oorn Tchis i l'encreuament de camins hiperespacials Mirgoshir. No obstant, encara que Kamino es va unir a la Confederació, les Colònies Lliures Anodanes van romandre lleials a la República.
Més tard, a ells se'ls unirien les majors entitats corporatives de la Galàxia: Tallers de Blindatge Baktoide, el Gremi de Comerciants, l'Aliança Corporativa, la Unió Tecnològica, el Clan Bancari Intergalàctic i la Federació de Comerç. Coruscant va passar a formar part dels plans d'atac terroristes, incloent l'atac a la senadora de Naboo Padmé Amidala, quan tornava a votar sobre l'Acte de Creació Militar, que li donaria al Canceller els drets per a crear un exèrcit que defensara la República de l'amenaça Separatista, iniciant els esdeveniments de l'episodi II.

### Entre els Episodis II i III
Una vegada començades les Clone Wars els Jedis són immediatament designats a servir en l'exèrcit de la República en qualitat de comandants i generals de les tropes de clons, aquesta ordre no és del grat de molt d'ells a causa de la seua filosofia pacifista, però compleixen sense problema algú. La Galàxia està dividida adoptant els Sistemes Estel·lars d'un bàndol o l'altre a mesura que la guerra s'intensifica molt més.
En els còmics de Star Wars Republic (publicats per Dark Horse), es narren les aventures que tenen els Jedi durant la guerra, les quals són les següents:
- Els Jedis descobreixen un pla dels separatistes en el qual cerquen destruir les instal·lacions en el món de Kamino i amb açò paralitzar la producció de l'exèrcit de clons per a la República. Obi-Wan Kenobi i Anakin Skywalker són part d'un esquadró de combat Jedi enviat per a protegir Kamino. Hi ha herois que lluiten per la causa separatista, així com per la República. Mentrestant, Mace Windu, un dels líders del Consell Jedi, ha de fer front a un debat moral i filosòfic entre els membres de l'Orde, una qüestió que revela la traïció del mestre Jedi Sora Bulq i uns altres que decideixen passar-se al bàndol dels separatistes, així com l'aparició d'una nou Jedi Fosc (Asajj Ventress) que està treballant en aliança amb Dooku.

- L'amenaça dels separatistes augmenta més. Dooku amb l'ajuda de Ventress i Durge, un caçador de recompenses impossible de matar, decideixen usar armes biològiques mortíferes que afectaran tant els clons com els éssers vius sense importar la seua espècie, inclosos Jedi, però esta no tindria cap efecte en els droides. Obi-Wan Kenobi amb l'ajuda d'un grup de Jedis nòmades aconsegueix trobar la cura encara que per a açò, al costat dels soldats clons, lluitaran fins al límit de les seues forces.

- Més tard, Kenobi i Skywalker es troben al comandament d'un regiment de clons en els camps de batalla del món plujós de Jabiim. Amb les seues línies de subministrament escasses i reforços que no poden aterrar a causa de les tempestes perpètues, el Jedi i el seu exèrcit s'han convertit en un blanc fàcil per als rebels comandats per Alto Stratus i les seues elits de guerrers Nimbus. Però la situació va a pitjor quan el General Kenobi ha desaparegut en combat, i Anakin s'uneix a un grup de joves Jedi sense mestre. Finalment, Stratus és vençut però les baixes entre Jedis i clons són greus, incloent-hi el mestre kenobi. Sabent que la missió a Jabiim està condemnada al fracàs, Anakin es veu obligat a retirar-se del planeta malgrat les feroces crítiques dels seus habitants.

- Ki Adi-Mundi decideix assignar a Anakin una missió en el planeta Aargonar amb la qual haurà de bregar, per qüestions personals, amb un mestre Jedi de raça Tusken dit AŽshard Hett. El planeta, molt similar a Tatooine, forma part de la línia que separa les forces republicanes i a les tropes droide de la confederació de sistemes independents i els enfrontaments allí són terribles.

- En el planeta Brentaal IV amb les tropes de Shogar Tok, un líder local que s'ha unit recentment a la coalició separatista liderada pel comte Dooku pren el poder, els Jedi deuen mantenir el planeta dins de la República a causa que en ell es controla la principal ruta hiperespacial que dona accés al Cúmul de Tion, però l'assalt republicà fracassa estrepitosament a causa que Tok posseeix una fortalesa ben protegida per canons iònics i per un camp d'energia que la protegeix dels atacs llançats des de l'espai per les naus del Mestre Plo Koon, per la qual cosa la mestra Jedi Shaak Tu amb l'ajuda de Quilan Vos i altres aconseguiran derrotar a Tok.

- En una base del planeta Rattatak, Obi-Wan, després d'haver-se separat de Skywalker, és pres presoner i és sotmès a un fort interrogatori per Asajj Ventrees que desitja provar al seu mestre Dooku com de feble que és Kenobi, però este aconsegueix escapar amb l'ajuda d'uns altres i de passada, arriba a conèixer el passat de Ventress amb qui té un difícil combat. Més endavant Kenobi aconsegueix escapar del planeta per a poder reunir-se amb el mestre Mundi i el seu aprenent per a felicitat d'este.

- El mestre Yoda, viatja fins al planeta Thustra on es troba amb un vell amic, Alaric el rei del Sephi, i creu que pot detenir la confrontació però quan descobreix que aquest ja ha triat bàndol amb els separatistes, es veu obligat a eliminar-lo perdent també a molts joves padawans. Aayla Secura, Kit Fisto i uns altres s'encaminen a la recerca d'un grup de pirates que acaba en un combat entre Aayla i la pirata Aurra Sing. El mestre Jedi Quinlan Vos per la seua banda es troben al Comte Dooku que li proposa unir-se a la seua causa, ja que sap que Vos alberga foscor en el seu cor, encara que Vos accepta al principi, el Comte encara posseeix reserves cap a ell i decideix mantenir-lo vigilat.

- A Coruscant, la situació política es torna més complicada, Palpatine cada vegada acumula més poders malgrat les crítiques d'alguns senadors com Bail Organa i Mon Mohtma. Organa té els seus dubtes sobre el camí que la República està prenent, aquest es troba amb un vell amic, l'excanceller Finnis Valorum que li adverteix sobre el perill que Palpatine representa, però mor més endavant en un "accident" de transport.

- El Jedi fosc Sora Bulq, com a aliat de Dooku, decideix formar un nou exèrcit de Clons de raça Morgukai per a poder guanyar la guerra, però és detingut per Aayla Secura i Qinlan Vos, aquest últim tornant a ser un jedi assoleix matar a Sora Bulq. Mentrestant, Obi-Wan Kennobi obsessionat amb trobar a Ventress s'endinsa juntament amb Anakin en una missió al nucli on cauen en un parany a les mans de Durge, però aconsegueixen eixir indemnes d'ella i Durge és eliminat finalment per Skywalker.

### Després de l'Episodi III
Una vegada acabada la guerra dels clons, Palpatine ja com a emperador inicia una cacera en contra dels Jedi amb el propòsit d'exterminar l'única amenaça contra el seu nou i despòtic govern. A Mustafar, Darth Vader es troba amb la seua esposa Padme qui queda horroritzada pel canvi del seu espòs i, creient-se traït per ella en descobrir que Obi-Wan venia en la mateixa nau, i així ell l'ofega fins a quasi matar-la. Kenobi i Vader tenen un llarg duel que acaba amb la derrota d'aquest últim que de passada queda mutilat i horriblement desfigurat, però deixat amb vida pel seu vell mestre que s'emporta a Padme amb si. Palpatine arriba a Mustafar i aconsegueix rescatar a Vader, però aquest es veu obligat a usar un vestit especial per la resta de la seua vida, a més de descobrir que ha matat a la seua esposa, cosa que cercava evitar costara el que costara. D'altra banda, Padme mor efectivament després de donar a llum els bessons que anomena Luke i Leia. Obi-Wan, Yoda i Organa decideixen separar els bebes, per la qual cosa Leia és adoptada per Organa com a filla i es va viure amb ell al planeta Alderaan, mentre que Luke és cuidat per Obi-Wan i portat al planeta Tatooine per a ser cuidats pels seus familiars més propers, Owen i Beru Lars.

### Cànonde Disney
En 2012, LucasFilm va ser adquirida per Walt Disney Company, passant a ser una de les seues divisions. Durant aquest procés, van decidir fer una reinicialització de l'univers expandit de Star Wars establint com a canònics únicament les sis pel·lícules de la saga, la pel·lícula i la sèrie animada en 3D, així com tots els productes que ells autoritzen des de 2015.

## Al·lusions
Igual que tots els temes de Star Wars, les Clone Wars manlleven múltiples influències mítiques, literàries, històriques i paral·lelismes. Escriptors i crítics han debatut sobre quins paral·lelismes són més prominents o coherents.

### Polítics i Militars
Les Clone Wars i els seus resultats es presenten com el catalitzador que va desplaçar a la República Galàctica d'una democràcia a una dictadura. En una entrevista de 2002 per a la revista TIME, el creador de Star Wars, George Lucas, explica:
"Totes les democràcies es converteixen en dictadures, però no per un colp d'estat. La gent dona la seua democràcia a un dictador, es tracte de Juli Cèsar, Napoleó o Adolf Hitler. En definitiva, la població en general va de bracet amb la idea. Quin tipus de coses espenta a les persones i les institucions a prendre aquesta direcciò? Eixa és la qüestió que he estat estudiant: com es va convertir la República en l'Imperi?. .. Com una bona persona es fa dolenta, i com una democràcia es converteix en una dictadura? "
En l'Atac dels Clons, Palpatine orquestra el moviment separatista (i les guerres clons que van seguir) per a preocupar als ciutadans de la República, obligant el Senat que li concedisca poders d'emergència. Segons el personatge d'Obi-Wan Kenobi, aquests poders s'incrementen a mesura que les Clone Wars es converteixen en una cerca del General Grievous, que reemplaça al Comte Dooku, com a líder dels separatistes. Durant la Venjança dels Sith, Palpatine es declara emperador per culpar els Jedis dels problemes de la República, i això dona com a resultat una Purga Jedi a través de l'Ordre 66.
S'han fet comparacions entre els aspectes polítics de les Clone Wars i els esdeveniments que van conduir a la Segona Guerra Mundial. El presentador de ràdio Clyde Lewis troba similituds històriques en la Guerra de les Galàxies: afirma que les tàctiques de Palpatine són paral·leles a les de Adolf Hitler i l'Alemanya nazi, tots dos líders van aprofitar les guerres i els bocs expiatoris per a manipular l'estat emocional de la societat, proporcionant així el lideratge amb el suport i el poder. Aquest punt de vista s'expressa també en un editorial en un Lloc Web no Oficial sobre les Clone Wars. Un altre escriptor compara les Guerres Clon amb la Segona Guerra Mundial en general, basant el seu argument en el fet que Lucas va nàixer durant la generació del baby boom, i els temps foscos de la trilogia original representen la fosca i incerta època de la guerra freda. Lucas, no obstant, va expressar en múltiples entrevistes que una de les seues principals influències per al teló de fons polític darrere de les Clone Wars (i totes les de Star Wars), va ser el de l'època del Vietnam/Watergate, quan els líders van aprofitar la corrupció per al que creien era el millor mètode d'acció.

### Star Wars
Una part dels vehicles desenvolupats pels dissenyadors gràfics de Lucasfilm, incloent-hi els AT-ET i l'andadores AT-XT, van ser creats per a promoure la continuïtat tecnològica de les Clone Wars en relació amb la Guerra Civil Galàctica, el conflicte central en la trilogia original les pel·lícules de Star Wars. Altres exemples de la continuïtat tecnològica es mostren en la Batalla de Coruscant, en la qual el caça ARC-170 van ser dissenyats amb el S-fulles, molt similar a les observades en els dissenys dels bucs de les pel·lícules originals. Altres vehicles inclouen els AT-RT i l'AT-AT.
En la trilogia original, les Clone Wars es fa referència en Una Nova Esperança. Lucas va dir que primer havia dissenyat una història de fons que va precedir la trilogia original dels esdeveniments que envolten l'època de la història de Luke.

### Filmografia
- Lucas, George. Star Wars: Episode IV - A New Hope.  20th Century Fox, 1977.
- Lucas, George. Star Wars: Episode I - The Phantom Menace.  20th Century Fox, 1999.
- Lucas, George. Star Wars: Episode II - Attack of the Clones.  20th Century Fox, 2002.
- Lucas, George. Star Wars: Episode III - Revenge of the Sith.  20th Century Fox, 2005.
- Filoni, Dave. Star Wars The Clone Wars.  Warner Bros., 2008.